# 科尔泰诺戈尔吉
科尔泰诺戈尔吉（義大利語：Corteno Golgi），是意大利布雷西亚省的一个市镇。总面积82平方公里，人口2028人，人口密度24.7人/平方公里（2009年）。国家统计（ISTAT）代码为017063。

## 友好城市
- 西班牙佩蒂利亚德阿拉贡